# Si tu veux être heureux
EPs par Claude François
Dis-lui
(février 1963) Si j'avais un marteau
(octobre 1963)
Si tu veux être heureux est un EP (45 tours 4 titres) publié par Claude François en français en juin 1963 chez Philips Records.
Le disque est sorti avec deux versos différents de pochettes. L'un d'eux proclame que « Claude François vous apprend à danser le Hully Gully », et propose une suite de schémas détaillés expliquant les différentes figures de cette danse,.
Tous les titres ont été repris la même année, dans l'album Claude François,.
Les chansons Si tu veux être heureux et Des bises de moi pour toi ont toutes deux été reprises dans la compilation Teenage Party en 1963,.

## Liste des titres
| 1. | Si tu veux être heureux (If You Wanna Be Happy) | Claude François, Vline Buggy, Carmela Guida, Francesco Guida, Joseph Royster | 1:50 |
| 2. | Comment fais-tu ? (How Do You Do It?)           | Claude François, Vline Buggy, Mitch Murray                                   | 1:47 |

| 3. | Des bises de moi pour toi (From Me to You) | Claude François, Vline Buggy, John Lennon, Paul McCartney | 1:47 |
| 4. | Pauvre petite fille riche                  | Claude François, Vline Buggy, Hubert Giraud               | 3:00 |

## Classements du disque
Le disque se hisse à la première place des charts de ventes français, ce qui en fait son premier numéro 1 en France, et culminera également à la 4ème place des charts de ventes belges.